# Spinetoli
Spinetoli (im lokalen Dialekt: Spinétoli; Spenìtulë) ist eine italienische Gemeinde (comune) mit 7164 Einwohnern (Stand 31. Dezember 2023) in der Provinz Ascoli Piceno in den Marken.

## Geographie
Die Gemeinde liegt etwa 16 Kilometer ostnordöstlich von Ascoli Piceno und grenzt unmittelbar an die Provinz Teramo. Bis zur Adria sind es 10 Kilometer in östlicher Richtung. Südlich wird die Gemeinde durch den Tronto begrenzt.

## Geschichte
Bereits im 3. Jahrhundert vor Christus war die Gegend besiedelt. Die heutige Ortschaft geht aber auf die Befestigungsanlagen zurück, die um 1000 errichtet wurden.

## Verkehr
Durch die Gemeinde führt am südlichen Rand der Raccordo autostradale 11 von Ascoli Piceno Richtung Adria zur Autostrada A14. Ein Bahnhof besteht mit der Nachbargemeinde Colli del Tronto an der Bahnstrecke von Ascoli Piceno nach San Benedetto del Tronto.